# Karl Paryla
Karl Paryla (12 de agosto de 1905 - 14 de julio de 1996) fue un destacado actor y director teatral austriaco, que también trabajó ocasionalmente en el cine y la televisión. Perteneció al círculo artístico de Bertolt Brecht y Wolfgang Langhoff, formados en la época Nazi en el Schauspielhaus Zürich. En 1993 hizo su último trabajo como director, el estreno de la obra Die Kantine, de Wolfgang Bauer, representada en el Schauspielhaus Graz.

## Biografía

### Teatro
Nacido en Viena, Austria, Paryla debutó en el teatro tras estudiar en la escuela del Raimundtheater de su ciudad natal. En 1927–1933 actuó en diferentes teatros de Alemania, en Colonia, Düsseldorf, Breslavia y Darmstadt. Miembro del sindicato Revolutionäre Gewerkschafts-Opposition, dirigió en Breslavia un grupo de trabajadores dentro de la organización comunista Interessengemeinschaft für Arbeiterkultur (IFA). Tras la toma del poder por parte de los Nazis en el año 1933, Paryla volvió a Viena, donde formó parte de la compañía del Theater in der Josefstadt. En 1938, después de producirse el Anschluss, emigró a Suiza, donde trabajó en el Schauspielhaus Zürich. En el estreno mundial de la obra de Bertolt Brecht Madre Coraje y sus hijos interpretó a Schweizerkas.
A su regreso, en 1948 ingresó en el Partido Comunista de Austria, y junto a Wolfgang Heinz dirigió el Neues Theater in der Scala, que cerró en 1956.
En 1948 llevó a escena la farsa de Johann Nestroy Höllenangst, con música de Hanns Eisler. Fue el comienzo de un compromiso con la obra de Nestroy, que ayudó a la consideración actual del escritor como un clásico austriaco. En 1990 Paryla recibió el Anillo Johann Nestroy.
Tras el cierre del Neues Theater in der Scala, Paryla decidió mudarse a Berlín Este, trabajando después en escenarios de Alemania Occidental como actor y director invitado. Fue Mefistófeles en una producción de Fritz Kortner en Múnich de Fausto, encarnando igualmente otros papeles con los cuales subrayó su talento como comediante. En la década de 1960 la crítica teatral se ofendió por su declarada actitud política, y en 1962 se indignó al conocer que iba a trabajar en la pieza de Johann Nestroy Die verhängnisvolle Faschingsnacht, a representar en el Theater in der Josefstadt, preguntándose si un bolchevique debía trabajar en ese teatro. El público, sin embargo, quedó impresionado. En Colonia causó sensación con la puesta en escena que Paryla llevó a cabo del drama de Máximo Gorki Kleinbürgern, así como de la obra de Elias Canetti Hochzeit. 
Por su puesta en escena de la adaptación de la obra Celestina llevada a cabo por Carlo Terron en el Schauspiel Köln, recibió una invitación para participar con la misma en el cuarto Festival Berliner Theatertreffen en el año 1967. 
En los años 1980 dirigió las representaciones del Dario-Fo-Straßentheaters en Viena.
Los miembros del Hamburger Volksbühne le concedieron en el año 1986 el Premio Silberne Maske.
Tenía más de 85 años cuando participó en el estreno mundial de la obra de Wolfgang Bauer Die Kantine. Capriccio à la Habsburg. Además de todo ello, Paryla fue profesor de actuación, apoyando a jóvenes actores como Douglas Welbat.

### Cine y televisión
Las películas de mayor fama en las cuales actuó fueron Burgtheater (1936) y Der Engel mit der Posaune (1948). En 1950 desempeñó el papel del título en Dr. Semmelweis – Retter der Mütter. Dirigió Der Komödiant von Wien (1954), una adaptación de la vida del legendario actor Alexander Girardi. Otra película dirigida por él, aunque menos conocida, fue Mich dürstet (1956).
Paryla trabajó en televisión en sus últimos años de carrera. Una de las producciones más destacadas en las que participó fue la dierigida por Otto Schenk Was ihr wollt (1973), un telefilm adaptación de Shakespeare en el que actuaban Josef Meinrad, Sabine Sinjen, Klaus Maria Brandauer, Christiane Hörbiger y Helmuth Lohner. Otro telefilm relevante fue Professor Bernhardi (1964), adaptación de un drama de Arthur Schnitzler.

### Vida personal

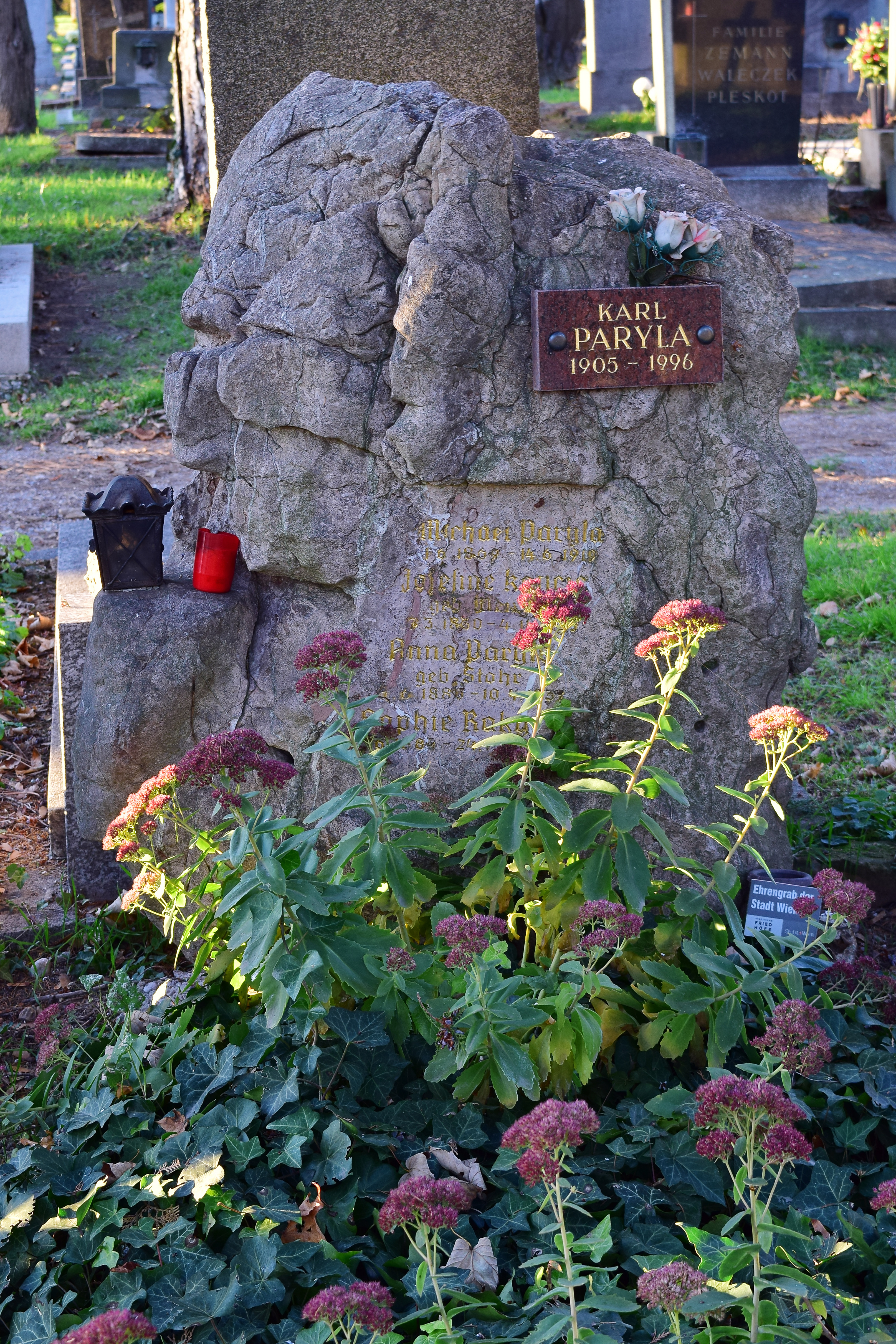
Tumba de Karl Parylasen el Cementerio central de Viena

Karl Paryla falleció en Viena en 1996. Fue enterrado en el Cementerio central de Viena, en la tumba Gr. 89, R. 18, Nr. 51. Paryla era hermano de Emil Stöhr, y estuvo casado con Eva Steinmetz, de cuyo matrimonio nació en 1967 su hijo Michael Paryla. Su segunda esposa fue la actriz Hortense Raky con la que tuvo dos hijos, Nikolaus Paryla y Stephan Paryla-Raky, ambos actores. La actriz Katja Paryla es sobrina suya. 

## Premios
- 1953 : Premio Nacional de la DDR de Clase II a las artes y la literatura
- 1959 : Premio Nacional de la DDR de Clase III a las artes y la literatura
- 1980 : Premio Karl Skraup
- 1981 : Medalla de Oro de la ciudad de Viena
- 1987 : Orden del Mérito de la República Federal de Alemania
- 1990 : Anillo Johann Nestroy de la ciudad de Viena
- 1996 : Cruz de honor de las ciencias y las artes de Austria

## Filmografía
- 1935 : Letzte Liebe
- 1935 : … nur ein Komödiant
- 1936 : Burgtheater
- 1936 : Fräulein Lilli
- 1937 : Sein letztes Modell
- 1937 : Der Pfarrer von Kirchfeld
- 1938 : Nanon
- 1948 : Der Engel mit der Posaune
- 1950 : Dr. Semmelweis – Retter der Mütter
- 1953 : Die Unbesiegbaren
- 1954 : Der Komödiant von Wien (también dirección y guion)
- 1956 : Gasparone (también dirección y guion)
- 1956 : Mich dürstet (dirección)
- 1961 : Zu viele Köche (serie TV)
- 1961 : Der Traum des Hauptmann Loy
- 1961 : Die inneren Stimmen (telefilm)
- 1962 : Eine Nacht in Venedig (telefilm)
- 1963 : Hin und her
- 1963 : Der Bauer als Millionär (telefilm)
- 1963 : Kean (telefilm)
- 1964 : Flüchtlingsgespräche (telefilm)
- 1964 : Professor Bernhardi (telefilm)
- 1965 : An der schönen blauen Donau (telefilm)
- 1968 : Der Kaufmann von Venedig (telefilm)
- 1972 : Libussa (telefilm; dirección)
- 1973 : Was Ihr wollt (telefilm)
- 1973 : Okay S.I.R. (serie TV), episodio Opa Janopot
- 1975 : Totstellen (telefilm)
- 1977 : Alpensaga (serie TV), episodio Das große Fest
- 1981 : Die grüne Seite (telefilm)
- 1987 : Der Talisman (telefilm; dirección)
- 1988 : L’heure Simenon (serie TV), episodio Les volets verts
- 1988 : L’heure Simenon serie TV), episodio La mort d’Auguste
- 1989 : Singen kann der Mensch auf unzählige Arten (telefilm)